# Эрзули Дантор
Эрзули Дантор (Ezili, Erzulie + D’en Tort, Danto, Danthor) — одна из сущностей лоа из семейства Эрзули в религии вуду. Женская сверхъестественная сущность, которая считается покровительницей материнства вообще и одиноких матерей в частности.

## Изображение
Чаще всего представляется адаптированной иконой Божьей Матери Ченстоховской. Икона попала на Гаити вместе с польскими наёмниками во время Гаитянской революции. Местное негритянское население было под впечатлением от поклонения поляков Матке Боске и взяли её образ, адаптировав под свои верования.
Кроме того, могут использоваться образы Богоматери Лурдской, Святой Варвары Африканской и Богоматери Кармельской.

## Поклонение
Эрзули Дантор ассоциируется с чёрной креольской свиньёй Гаити, её любимым жертвенным животным, преподнесённым ей жрицей Марине на знаменитой церемонии вуду в Буа-Каймане, начавшей Гаитянскую революцию. Её цвета — золотой и синий, иногда зелёный, а также красный, чтобы обозначить, что она — лоа из группы Петро (красный — общий цвет этой группы). Она темнокожая и покрытая шрамами мать-воин, такая как Амазонки Дагомея или Мино, что означает «Наши матери» на языке фон. Её любимые подношения включают в себя блюдо из жареной свинины, известное как гриот, крем-де-какао, ром, одеколон «Florida Water».